# فوسه مير
فوسه مير هي بحيرة هولندية، مساحتها 400 هكتار وهي جزء من بحيرات Randmeren الشمالية من بحيرة آيسل (الأخريين بحيرات الحدود الشمالية هي زفارته مير وكيتيلمير). ويبلغ معدل عمقها حوالي 2.4 متر.